# Cirkeline
Cirkeline er en lille alfelignende tegnefilmsfigur, der blev skabt af Hanne Hastrup i 1957.
Hun er en karakteristisk enkel figur med strittende sort hår, en rød sortprikket kjole og bare fødder. Hun sover i en tændstikæske på forfatterens skrivebord og hjælper med at holde orden. 10 år efter sin skabelse fik hun liv, da Hanne Hastrup skrev manuskripter og Jannik Hastrup instruerede, animerede og producerede 19 kortfilm til DR TV. Siden da har den lille alf været elsket af børn i flere generationer.
I 1969 kom den første Cirkelinebog og i 1998 tog hun springet til det store biograflærred i den første af 4 spillefilm. Cirkeline blev et brand og siden da er der kommet yderligere 8 bøger, musikudgivelser og hun er afbilledet på alt fra undertøj til kopper og kander. Cirkeline har holdt sig i fin form og er fulgt med tiden, og i dag har hun både sin egen App og en stor venneskare på Facebook.
Af den gamle tv-serie, som først og fremmest var den der fik etableret Cirkeline så solidt som en del af den danske kultur, var de første 6 afsnit i sort/hvid, mens de næste 13 var i farver. Filmen Åh, sik' en dejlig fødselsdag var den første farvefilm der blev sendt på DR's TV i 1968. Den sidste film i serien er fra 1971: Cirkeline: Flugten fra Amerika. Denne film havde så stærke politiske undertoner at den aldrig blev sendt i tv.
Flere af filmenes sange, som er skrevet af Hans-Henrik Ley, er blevet klassikere – f.eks. "Bim, Bam, Busse", "Snemusen Knud" og "Cirkeline har fødselsdag".

## Spillefilm
- Cirkeline - Storbyens Mus (1998)
- Cirkeline - Ost og Kærlighed (2000)
- Cirkeline og Verdens mindste superhelt (2004)
- Cirkeline, Coco og det vilde næsehorn (2018)

## Kortfilm
- Cirkeline: Frederiks fødselsdag, 1967
- Cirkeline: Cirkeline og Frederik til søs, 1967
- Cirkeline: På tur i haven, 1967
- Cirkeline: Cirkeline og Fredrik som babysittere, 1967
- Cirkeline: Musene laver cirkus, 1967
- Cirkeline: Cirkeline besøger skovalferne, 1967
- Cirkeline: Åh, sik'en dejlig fødselsdag, 1968
- Cirkeline: På med vanten, 1968
- Cirkeline: 2+2=5, 1968
- Cirkeline: Sofus på Flyvetur, 1968
- Cirkeline: Den Fremmede, 1968
- Cirkeline: Zigeunerne, 1968
- Cirkeline: Højt fra træets grønne top, 1970
- Cirkeline: Klodsmus, 1970
- Cirkeline: På ferie, 1970
- Cirkeline: Månen er en gul ost, 1970
- Cirkeline: Kanon-fotograf Fredrik, 1970
- Cirkeline: Rastafari, 1970 (senere slået sammen med Cirkeline: På ferie)
- Cirkeline: Flugten fra Amerika, 1971 (blev aldrig vist på TV, men er i dag udgivet på DVD)

## TV
Cirkeline i Fandango (20 episoder)
- Cirkeline i Fandango - Trylleri (2010)
- Cirkeline i Fandango - Cirkus (2010)
- Cirkeline i Fandango - Store Muskler (2010)
- Cirkeline i Fandango - Fødselsdag (2010)
- Cirkeline i Fandango - Hvem sagde vov (2010)
- Cirkeline i Fandango - En mango (2010)
- Cirkeline i Fandango - En overraskelse (2010)
- Cirkeline i Fandango - Eventyr (2010)
- Cirkeline i Fandango - Fantastiske Ingolf (2010)
- Cirkeline i Fandango - Kastajnedyret (2010)
- Cirkeline i Fandango - Larven (2010)
- Cirkeline i Fandango - Luftens helte (2010)
- Cirkeline i Fandango - Prinsessen og Trolden (2010)
- Cirkeline i Fandango - Rødhætte og Kaninen (2010)
- Cirkeline i Fandango - Skildpadden (2010)
- Cirkeline i Fandango - Skole (2010)
- Cirkeline i Fandango - Sovefest (2010)
- Cirkeline i Fandango - Sutten (2010)
- Cirkeline i Fandango - Kærester (2010)
- Cirkeline i Fandango - Kyllingen (2010)